# Projekt 23130
Projekt 23130 je třída středních zásobovacích tankerů ruského námořnictva. Jejich hlavním úkolem je poskytovat palivo a další zásoby ruským válečným lodím a ponorkám. Celkem bylo objednáno šest jednotek této třídy. Prototypová jednotka Akademik Pašin je prvním novým tankerem ruského námořnictva postaveným od konce studené války.

## Stavba
Ruské ministerstvo obrany zadalo kontrakt na stavbu nového tankeru v listopadu 2013. Předpokládaná cena první jednotky je 90 milionů dolarů. Stavba prototypového tankeru Akademik Pašin byla zahájena roku 2014 v ruské loděnici Něvskij u Petrohradu. Původně bylo plánováno, že tanker do služby vstoupí roku 2016. V realizaci projektu však došlo ke zpoždění a námořní zkoušky prototypu byly zahájeny v květnu 2018 na Ladožském jezeře. Prototyp byl do služby přijat 21. ledna 2020. Zástupce námořnictva přitom potvrdil stavbu dalších pěti sesterských lodí.
Jednotky projektu 23130:
| Jméno                 | Loděnice           | Zahájení stavby | Spuštěna         | Vstup do služby | Status    |
| --------------------- | ------------------ | --------------- | ---------------- | --------------- | --------- |
| Akademik Pašin        | Něvskij, Petrohrad | 26. dubna 2014  | 26. května 2016  | 21. ledna 2020  | aktivní   |
| Vasilij Nikitin       | Něvskij, Petrohrad | 26. března 2021 | 5. října 2023    |                 | ve stavbě |
| Inženýr-admirál Kotov | Něvskij, Petrohrad | leden 2022      | 5. prosince 2024 |                 | ve stavbě |
| Alexej Šejn           | Něvskij, Petrohrad | 16. března 2023 |                  |                 | ve stavbě |
|                       | Něvskij, Petrohrad |                 |                  |                 | objednána |
|                       | Něvskij, Petrohrad |                 |                  |                 | objednána |

## Konstrukce

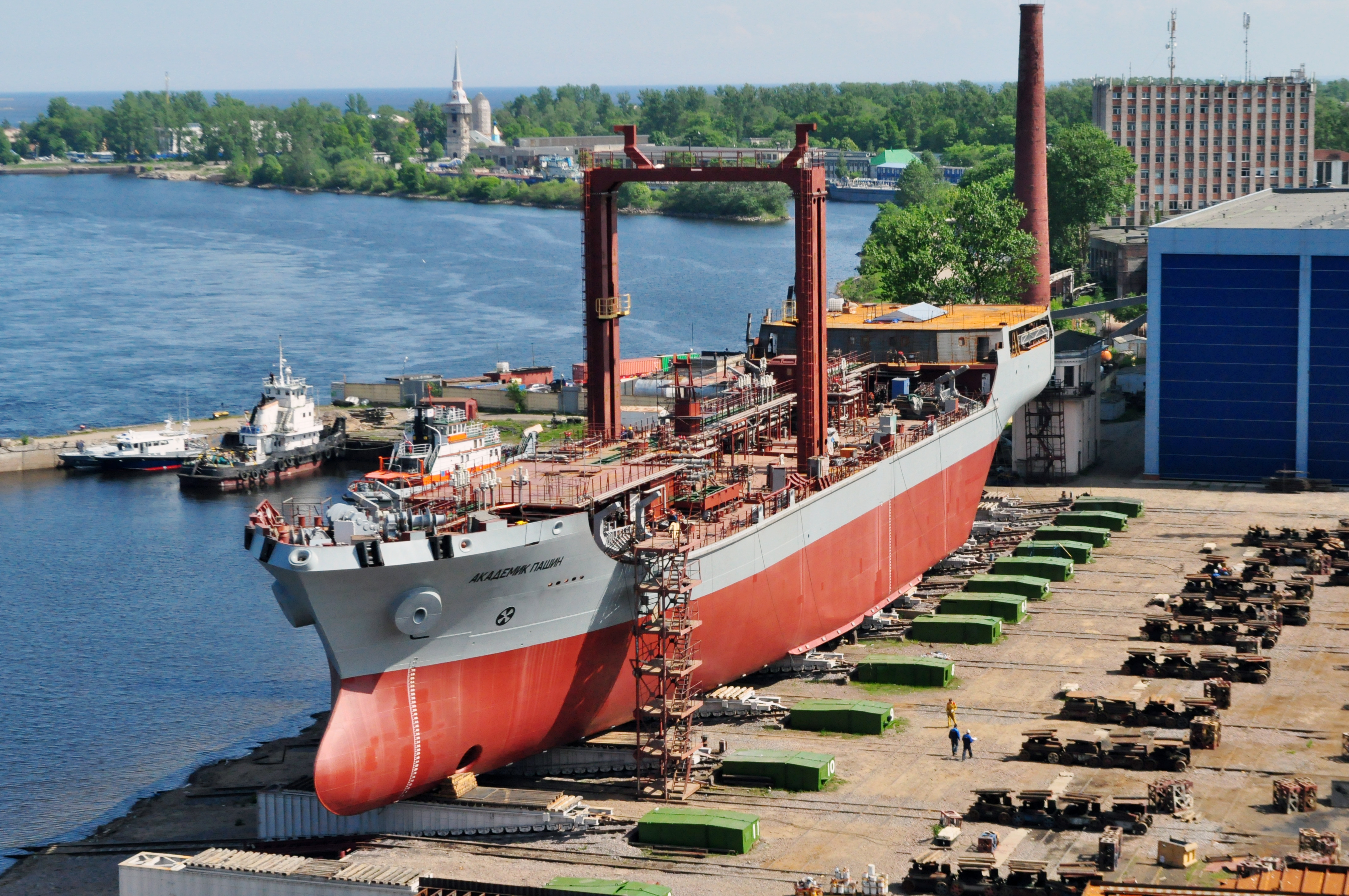
Akademik Pašin během stavby

Trup tankeru je zesílen pro operace v arktických oblastech (třída Arc 4). Jeho kapacita je 7350 tun všech druhů nákladu. Půjde o 3000 tun topného oleje, 2500 tun nafty, 500 tun leteckého paliva, 150 tun maziv, 1000 tun pitné vody a 100 tun potravin, náhradních dílů a dalšího nákladu. Tanker má po jedné zásobovací stanici na každém boku. Další zásoby může předávat pomocí vrtulníku. Přistávací plocha pro něj se nachází na přídi, přičemž loď není vybavena hangárem. Prototypová jednotka pohání dva diesely Wärtsilä 8L32, každý o výkonu 6310 hp, pohánějící jeden lodní šroub. Ale pohonný systém pozdějších plavidel byl změněn na dva diesely Weichai kvůli uvalení mezinárodních sankcí západními státy proti Rusku. Manévrovací schopnosti zlepšuje příďové dokormidlovací zařízení. Nejvyšší rychlost dosahuje 16 uzlů. Dosah je 8000 námořních mil. Autonomie dosahuje 60 dnů.